# Tommi Evilä
Tommi Evilä (ur. 6 kwietnia 1980 w Tampere) – fiński lekkoatleta, skoczek w dal.

## Kariera sportowa
Największym osiągnięciem Fina jest brązowy medal na mistrzostwach świata w 2005 w Helsinkach. Wynikiem 8,18 m, uzyskanym w kwalifikacjach, pobił wówczas o 2 centymetry rekord kraju w skoku w dal, który ustanowił 39 lat wcześniej Rainer Stenius. Wprawdzie w finale skoczył na odległość 8,25 m, dającą mu brązowy medal, ale wynik ten nie został uznany za rekord ze względu na zbyt silny tylny wiatr. Ma na swoim koncie zwycięstwa w meczach międzypaństwowych a także w zawodach I ligi Pucharu Europy. 13-krotny mistrz kraju, oprócz 11 tytułów w skoku w dal ma w dorobku także złoty medal halowych mistrzostw Finlandii w trójskoku (2003).

## Rekordy życiowe
- skok w dal – 8,22 (2008 & 2010) były rekord Finlandii / 8,41w (2007)
- skok w dal (hala) – 8,00 (2005)
- trójskok (hala) – 15,55 (2003)